# Rakhat Aliyev
Rakhat Mukhtaruly Aliyev (em cazaque:  Рахат Мұхтарұлы Әлиев, Rahat Mūhtarūly Äliev;  10 de dezembro de 1961 - 24 de fevereiro de 2015) foi um político, empresário e diplomata cazaque. 
Ele foi chefe da polícia fiscal do Cazaquistão, vice-chefe do serviço de segurança estatal KNB (sucessora da KGB soviética no Cazaquistão), embaixador na Áustria e primeiro vice-ministro das Relações Exteriores. Enquanto servia nesses cargos governamentais, Aliyev acumulou uma fortuna nos setores bancário, de refino de petróleo, de meios de comunicação, de telecomunicações e de produtos agrícolas.
Em Fevereiro de 2007, foi nomeado para a sua segunda viagem como embaixador do Cazaquistão na Áustria e na Organização para a Segurança e Cooperação na Europa, antes de ser destituído do seu cargo e perder a sua imunidade diplomática.
Até junho de 2007, Aliyev foi casado com Dariga Nazarbayeva, a filha mais velha do presidente do Cazaquistão, Nursultan Nazarbayev.
Foi acusado de sequestrar dois banqueiros executivos do Nurbank (banco de propriedade de Aliyev), Abilmazhen Gilimov e Zholdas Timraliyev. Após um desentendimento familiar com o sogro em maio de 2007, juntou-se a oposição ao presidente. Ele foi demitido de seus cargos e divorciou-se de sua esposa devido a este evento. 
Depois de se esconder em Malta para evitar um mandado de prisão da Interpol e de tentar obter a cidadania cipriota, Aliyev foi detido em junho de 2014 pelas autoridades austríacas sob acusações que incluem rapto e homicídio. Ele foi preso na prisão de Josefstadt enquanto aguardava julgamento e foi colocado sob vigilância por risco de suicídio.
Os círculos jurídicos austríacos deram muita atenção a este caso criminal de grande repercussão, no qual um antigo diplomata enfrentava acusações de homicídio.
Aliyev, que se apresentou como um dissidente depois de se desentender com a liderança do Cazaquistão, disse que não era culpado e que as acusações contra si tinham motivação política. Ele havia sido condenado a quarenta anos de prisão à revelia pelos tribunais cazaques no início de 2008, mas aguardava julgamento que estava planejado para começar em Viena, no primeiro semestre de 2015. 
Em 24 de fevereiro de 2015, foi encontrado morto em uma cela de isolamento na prisão de Viena, na Áustria. De acordo com autoridades locais, Aliyev enforcou-se na sua cela.